# 행동지리학
행동지리학(Behavioral geography)은 인간 행동을 여러 부분으로 분리하여 조사하는 인문지리학적 접근 방식이다. 또한, 행동지리학은 환경에 대한 개인의 인식이나 반응 및 반응과 관련된 인지 과정을 결정하기 위해 행동주의의 방법과 가정을 사용하는 인문 지리학의 이데올로기/접근 방식이다. 행동지리학자들은 공간적 추론, 의사결정, 행동의 기초가 되는 인지 과정에 중점을 둔다.
행동지리학은 행동주의를 통해 환경에 반응하는 인지 과정을 연구하는 인간 과학의 한 분야이다.

## 문제
이름 때문에 종종 행동주의에 뿌리를 두고 있다고 가정된다. 일부 행동지리학자는 인지에 대한 강조로 인해 분명히 행동주의에 뿌리를 두고 있지만 대부분은 인지지향적이라고 볼 수 있다. 실제로 행동주의에 대한 관심은 더욱 최근에 생겨나고 늘어나고 있는 것으로 보인다. 이는 인간 조경 분야에서 특히 그렇다.
행동 지리학은 톨먼(Tolman)의 "인지 지도" 개념과 같은 초기 행동주의 연구에서 유래한다. 보다 인지 지향적인 행동 지리학자는 공간 추론, 의사 결정 및 행동의 기초가 되는 인지 과정에 중점을 둔다. 보다 행동 지향적인 지리학자는 유물론자이며 기본 학습 과정의 역할과 그것이 풍경 패턴이나 심지어 그룹 정체성에 어떻게 영향을 미치는지 살펴본다.
인지 과정에는 환경 인식 및 인지, 길 찾기, 인지 지도 구성, 장소 애착, 공간과 장소에 대한 태도 개발, 주변 환경에 대한 불완전한 지식을 기반으로 한 결정 및 행동, 기타 수많은 주제가 포함된다.
행동지리학에서 채택된 접근 방식은 심리학의 접근 방식과 밀접하게 관련되어 있지만 경제학, 사회학, 인류학, 교통 계획 등 다양한 분야의 연구 결과를 활용한다.